# Zuideind
Zuideind is een buurtschap in de gemeente Borger-Odoorn. Voor de gemeentelijke herindelingen in 1998 behoorde het tot de gemeente Borger. Het ligt ten zuidoosten van Drouwenerveen en Gasselternijveen, ten oosten van Drouwen, ten noordoosten van Buinen en Borger, ten noordwesten van Nieuw-Buinen en ten westen van Drouwenermond. Zuideinde omvat zo'n circa 27 huizen.